# أميرتي (مسلسل)
أميرتي هو مسلسل جنوب كوري من بطولة سونغ سيونغ هون، كيم تاي هي وبارك يي-جين. عرض المسلسل على شبكة مؤسسة منهوا للإذاعة في الفترة من 5 يناير حتى 24 فبراير 2011.

## روابط خارجية
أميرتي (مسلسل) على موقع IMDb (الإنجليزية)
- أميرتي (مسلسل) على موقع ليتربوكسد (الإنجليزية)
- أميرتي (مسلسل) على موقع كينوبويسك (الروسية)
- أميرتي (مسلسل) على موقع قاعدة بيانات الفيلم (الإنجليزية)